# La Gioconda

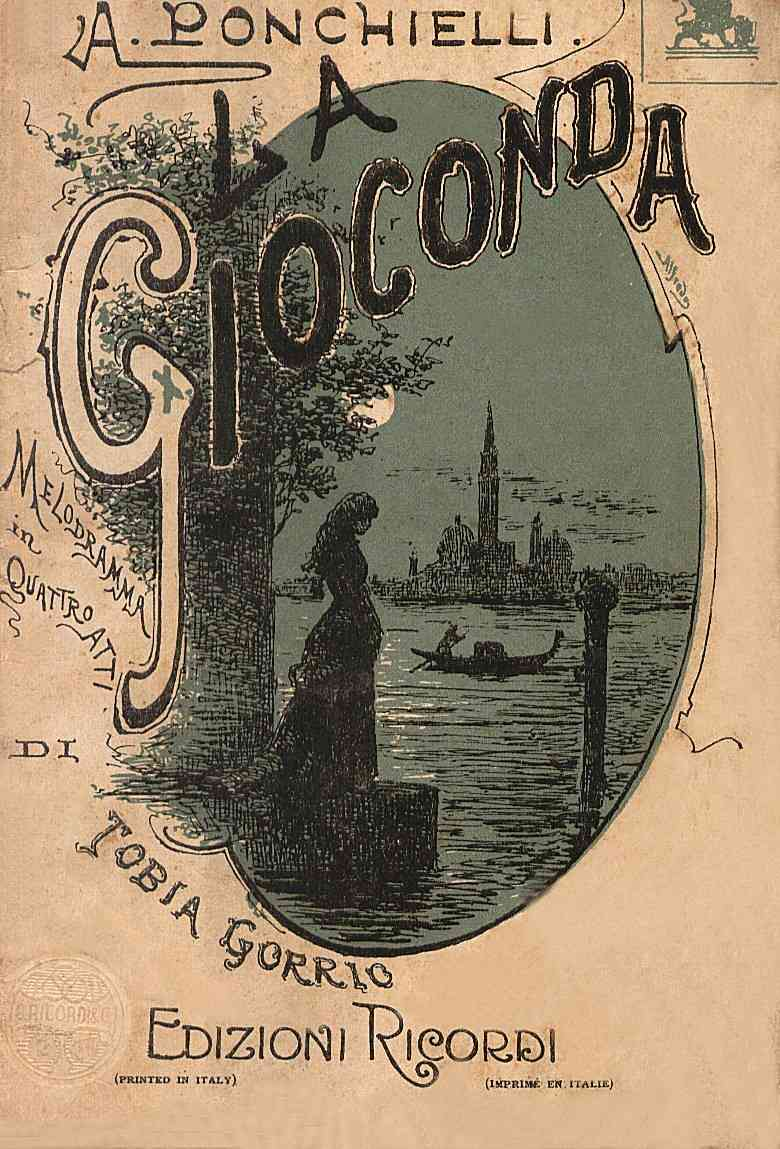
Omslaget till ett italienskt libretto från 1916.

La Gioconda är en grand opera i fyra akter med musik av Amilcare Ponchielli. Librettot av Tobia Gorrio, anagram för Arrigo Boito, bygger på ett skådespel av Victor Hugo: Angelo, Tyran de Padoue (Angelo, tyrann av Padua).

## Historia
Victor Hugo hade i sitt skådespel för avsikt att framställa skräckväldet i Padua under medeltiden med dess utbyggda spionväsen och många små despoter. Boito behöll alla huvudpersonerna från Hugos skådespel, men försåg dem med nya namn och flyttade skådeplatsen för handlingen från Padua till Venedig, som utgjorde en lysande bakgrund för en "stor opera". 
Operan, som blev Ponchiellis verkliga genombrott, är dock trots titeln en tragisk opera. Den uruppfördes på Teatro alla Scala i Milano 8 april 1876 och i omarbetad slutlig version på samma teater fyra år senare. Den krävande titelrollen har lockat många stora sångerskor som Maria Callas och Renata Tebaldi.
La Gioconda är det italienska namnet på Mona Lisa.
Den svenska premiären ägde rum på Svenska Teatern i Stockholm den 10 mars 1892 och den sattes upp på Stockholmsoperan med premiär den 5 oktober 1928.

## Roller
- La Gioconda, en gatusångerska (Sopran)
- Alvise Badoero, chef för inkvisitionen (Bas)
- Laura Adorno, hans hustru (Mezzosopran)
- La Cieca/Den blinda, Giocondas mor (Alt)
- Enzo Grimaldo, genuesisk furste (Tenor)
- Barnaba, gatusångare och spion (Baryton)
- Zuàne, regattaskeppare (Bas)
- Isèpo, en skrivare (Tenor)
- En sångare (Bas)
- En lots (Bas)
- Två röster i fjärran (Tenor och bas)
- Folk ur alla befolkningsskikt, sjömän, senatorer, förnäma herrar och damer, maskerade personer, munkar (kör)

## Handling
Operan utspelar sig i Venedig på 1600-talet.
Akt I
Gatusångerskan La Gioconda ser till att hennes blinda mor, La Cieca, får en plats i solen på gården till hertigpalatset i Venedig, där hon kan tigga. Själv ämnar hon göra som alla andra och se på en regatta, men hon hejdas av spionen Barnaba, som förklarar henne sin kärlek. Hon avvisar honom och då hämnas han genom att inbilla Zuane att han förlorat regattan därför att hans båt var förhäxad av La Cieca. Den vidskepliga folkmassan kastar sig genast över den blinda tiggerskan. Hennes rop tillkallar La Gioconda och den unge ädlingen Enzo Grimaldo som hon är förälskad i. Enzo kämpar tappert mot angriparna och till all lycka kommer hertig Alvise och hans hustru Laura förbi och räddar La Cieca.
Enzo blir ensam med Barnaba som tilltalar honom. Enzo är förvånad över att han känner honom till både namn och rang. Enzo har varit vänlig mot La Gioconda men älskar i själva verket Laura, och han blir överlycklig då Barnaba berättar att Laura samma kväll skall komma till Enzos båt. Enzo går och Barnaba beger sig till den offentlige skrivaren och dikterar ett brev till Alvise där han avslöjar Enzos och Lauras hemliga kärleksförbindelse. La Gioconda lyssnar från ett gömställe intill och svär att hämnas.
Akt II
Barnaba har förklätt sig till fiskare och spionerar på Enzos båt, som ligger för ankar på lagunen. Medan han skickar skrivaren efter hjälp sjunger Enzo om sin glädje inför nattens möte med Laura ("Cielo e mar"). Hon kommer snart, men när Enzo blir bortkallad ett ögonblick träder La Gioconda fram ur sitt gömställe och vill sticka kniven i Laura. I sista minuten ser hon att Laura bär det radband La Cieca gett henne som tack för att Laura räddat henne undan folkhopen. I stället drar La Gioconda med sig Laura ned i en båt och seglar iväg med henne, medan Alvises män under Barnabas ledning överfaller Enzo som sätter eld på sin båt.
Akt III
Under en fest i sitt hus vill Alvise utkräva hämnd på Laura för hennes otrohet. Han fyller en bägare med förgiftat vin och förklarar att hon måste tömma den före nästa dans. Samtidigt visar han henne den bår som står beredd att ta emot hennes döda kropp. När han har gått ut för att hälsa på gästerna smyger La Gioconda in och byter ut det förgiftade vinet mot en sömndryck. Medan gästerna dansar till "Timmarnas dans" kommer Barnaba med Enzo, och när en klocka börjar ringa viskar Barnaba till Enzo att det är dödsklämtningen för Laura. Enzo tar av sig masken och då Alvise känner igen honom berättar han vad han har gjort med Laura och visar honom hans "döda" hustru på båren. Enzo vill kasta sig över Alvise men övermannas.
Akt IV
Barnaba har lovat hjälpa La Gioconda med att rädda Laura och Enzo mot att hon gifter sig med honom efteråt. De har fört den medvetslösa Laura till ett förfallet palats på ön Giudecca och dit kommer även Enzo, som förklarar att han vill dö vid Lauras grav. La Gioconda säger att hon har flyttat kroppen, och kort efteråt är Enzo förenad med Laura. Det lyckliga paret går och Barnaba vill ha sin belöning, men den förkrossade La Gioconda stöter kniven i sitt bröst och får i dödsögonblicket veta att Barnaba har strypt hennes mor.

## Kända partier
Det oftast hörda stycket ur operan är den stora baletten Timmarnas dans och tenorarian Cielo e mar!.  Ett tema ur operan finns med i Cornelis Vreeswijks Brev från kolonien.